# Athiémé
Athiémé – miasto w Beninie, w departamencie Mono. Położone jest około 100 km na zachód od stolicy kraju, Porto-Novo, w pobliżu granicy z Togo. W spisie ludności z 11 maja 2013 roku liczyło 15 195 mieszkańców.